# Ruïnes van de boeddhistische Vihara bij Paharpur
Paharpur is een plaats in het noorden van Bangladesh. Het geniet bekendheid vanwege de Somapura Vihara, een boeddhistisch klooster uit het einde van de 8e eeuw.
Het klooster is gebouwd op een vierkant terrein dat 281 meter lang is aan elke kant. In de buitenste vleugels zijn de kloostercellen, 177 in totaal.
In het midden van het kloosterterrein staat het piramide-achtige heiligdom dat opgebouwd is uit drie terrassen.
De muren zijn gemaakt van baksteen. Sommige van de stenen zijn versierd met reliëfs van bloemmotieven en zittende Boeddha's. Er waren ook rijen met een paar duizend terracotta tegels rondom de terrassen, de meeste daarvan zijn niet origineel bewaard gebleven.
Vanaf de 12e eeuw raakte het klooster in verval na meerdere malen te zijn aangevallen.
De ruïnes van de Somapura Vihara zijn in 1985 opgenomen in de Werelderfgoedlijst, ter nagedachtenis aan de Pala-dynastie, die 3,5 eeuw lang heerste in Bengalen en Bihar vanaf het midden van de 8e eeuw.
Historische moskeestad Bagerhat ·
Ruïnes van de boeddhistische Vihara bij Paharpur ·
Sundarbans
- Virtual International Authority File: 4254147312826837970004